# JDC-Miller MotorSports
Il JDC-Miller MotorSports è una squadra di corse di auto sportive che attualmente compete nel Campionato IMSA WeatherTech SportsCar. Il team attualmente schiera una Cadillac DPi-V.R, la numero 5 guidata a tempo pieno da Tristan Vautier e Richard Westbrook, nella classe Daytona Prototype International (DPi). Il team ha vinto la 6 Ore di Watkins Glen nel 2014 e la 12 Ore di Sebring nel 2021.

## Storia
Il team è stato fondato nel 1994 da John Church e Gerry Kraut. Il primo grande successo arriva nel 2007 con la vittoria del campionato Star Mazda (attuale Indy Pro 2000) con Dane Cameron come pilota. Il team torna a vincere il campionato anche nel 2009 con Adam Christodoulou e nel 2011 con Tristan Vautier. Nel 2014 il team punta alle corse di durata, debuttando nel Campionato United SportsCar, campionato che deriva dalla fusione della Rolex Sports Car Series e l'American Le Mans Series. Nella loro prima stagione corsa nella classe Prototype Challenge, il team ottiene il terzo posto nella gara a Road America. La prima vittoria arriva nel 2016 il team vince la 24 Ore di Daytona, nello stesso anno conquistano anche la gara di Long Beach.
Per la stagione 2017, il team passa alla massima classe, la Prototipi Daytona, nel suo primo anno guida l'Oreca 07 ed ottiene due podi. Dal 2018 il team utilizza la Cadillac DPi-V.R e nella 6 Ore di Watkins Glen arriva la sua prima vittoria. La seconda vittoria nella serie arriva alla 12 Ore di Sebring del 2021 con Sébastien Bourdais, Loïc Duval e Tristan Vautier.
Dal 2023 il team JDC-Miller diventa team cliente della Porsche nel Campionato IMSA WeatherTech SportsCar. Il team avrà a disposizione la nuova Porsche 963 LMDh.

## Risultati

### Risultati nel Campionato IMSA WeatherTech SportsCar
| Anno | Classe    | Auto             | Mottore               | Pilota                            | #  | 1   | 2   | 3   | 4    | 5   | 6   | 7   | 8   | 9    | 10   | 11  | Pts.  | Pos. |
| 2014 |           |                  |                       |                                   |    | DAY | SEB | LAG | KAN  | WGI | IMS | ROA | VIR | COTA | ATL  |     |       |      |
| ---- | --------- | ---------------- | --------------------- | --------------------------------- | -- | --- | --- | --- | ---- | --- | --- | --- | --- | ---- | ---- | --- | ----- | ---- |
| 2014 | PC        | Oreca FLM09      | Chevrolet LS3 6.2L V8 | Chris Miller Stephen Simpson      | 85 |     | 4   | 6   | 10   | 6   | 7   | 3   | 7   | 7    | 6    |     | 235   | 6°   |
| 2015 |           |                  |                       |                                   |    | DAY | SEB | LAG | DET  | WGI | MOS | LIM | ROA | COTA | ATL  |     |       |      |
| 2015 | PC        | Oreca FLM09      | Chevrolet LS3 6.2L V8 | Mikhail Goikhberg                 | 85 | 3   | 4   | 4   | 2    | 5   | 3   | 6   | 7   | 5    | 5    |     | 285   | 5°   |
| 2016 |           |                  |                       |                                   |    | DAY | SEB | LBH | LAG  | DET | WGI | MOS | LIM | ROA  | COTA | ATL |       |      |
| 2016 | PC        | Oreca FLM09      | Chevrolet LS3 6.2L V8 | Mikhail Goikhberg Stephen Simpson | 85 | 1   | 4   | 1   | 5    | 7   | 4   | 5   | 6   | 7    | 6    | 3   | 317   | 4°   |
| 2017 |           |                  |                       |                                   |    | DAY | SEB | LBH | COTA | DET | WGI | MOS | ROA | LGA  | ATL  |     |       |      |
| 2017 | Prototype | Oreca 07         | Gibson GK428 4.2 L V8 | Mikhail Goikhberg Stephen Simpson | 85 | 5   | 4   | 4   | 4    | 6   | 2   | 2   | 8   | 4    | 6    |     | 277   | 4°   |
| 2018 |           |                  |                       |                                   |    | DAY | SEB | LBH | MOH  | DET | WGI | MOS | ROA | LGA  | ATL  |     |       |      |
| 2018 | Prototype | Oreca 07         | Gibson GK428 4.2 L V8 | Robert Alon Simon Trummer         | 85 | 6   | 9   | 13  | 12   | 10  | 8   | 8   | 12  | 7    | 9    |     | 216   | 11°  |
| 2018 | Prototype | Oreca 07         | Gibson GK428 4.2 L V8 | Mikhail Goikhberg Stephen Simpson | 99 | 7   | 7   | 8   | 7    | 11  | 1   | 7   | 2   | 6    | 10   |     | 252   | 4°   |
| 2019 |           |                  |                       |                                   |    | DAY | SEB | LBH | MOH  | DET | WGI | MOS | ROA | LGA  | ATL  |     |       |      |
| 2019 | DPi       | Cadillac DPi-V.R | Cadillac 5.5 L V8     | Stephen Simpson Simon Trummer     | 84 | 10  | 8   | 5   | 7    | 4   | 9   | 8   | 9   | 9    | 5    |     | 237   | 8°   |
| 2019 | DPi       | Cadillac DPi-V.R | Cadillac 5.5 L V8     | Mikhail Goikhberg Tristan Vautier | 85 | 5   | 7   | 9   | 10   | 5   | 10  | 9   | 8   | 8    | 9    |     | 230   | 11°  |
| 2020 |           |                  |                       |                                   |    | DAY | DAY | SEB | ROA  | ATL | MOH | ATL | LGA | SEB  |      |     |       |      |
| 2020 | DPi       | Cadillac DPi-V.R | Cadillac 5.5 L V8     | Sébastien Bourdais                | 5  | 3   | 3   | 3   | 4    | 4   | 6   | 4   | 7   | 5    |      |     | 249   | 5°   |
| 2020 | DPi       | Cadillac DPi-V.R | Cadillac 5.5 L V8     | Vari piloti                       | 85 | 5   | 7   | 8   | 7    | 8   | 8   | 8   | 8   | 4    |      |     | 217   | 8°   |
| 2021 |           |                  |                       |                                   |    | DAY | SEB | MOH | DET  | WGI | WGI | ROA | LGA | LBH  | ATL  |     |       |      |
| 2021 | DPi       | Cadillac DPi-V.R | Cadillac 5.5 L V8     | Loïc Duval Tristan Vautier        | 5  | 7   | 1   | 4   | 5    | 7   | 4   | 6   | 6   | 3    | 7    |     | 2933  | 6°   |
| 2022 |           |                  |                       |                                   |    | DAY | SEB | LBH | LGA  | MOH | DET | WGI | MOS | ROA  | ATL  |     |       |      |
| 2022 | DPi       | Cadillac DPi-V.R | Cadillac 5.5 L V8     | Tristan Vautier Richard Westbrook | 5  | 3   | 2   | 3   | 4    | 6   | 5   | 6   | 5   |      |      |     | 2433* | 6°*  |

### Vittorie nel Campionato IMSA WeatherTech SportsCar
| # | Stagione | Data      | Classe    | Pista / Gara          | N. | Piloti                                         | Vettura          | Motore                |
| - | -------- | --------- | --------- | --------------------- | -- | ---------------------------------------------- | ---------------- | --------------------- |
| 1 | 2018     | 1º luglio | Prototype | 6 Ore di Watkins Glen | 99 | Mikhail Goikhberg Chris Miller Stephen Simpson | Oreca 07         | Gibson GK428 4.2 L V8 |
| 2 | 2021     | 20 marzo  | DPi       | 12 Ore di Sebring     | 5  | Sébastien Bourdais Loïc Duval Tristan Vautier  | Cadillac DPi-V.R | Cadillac 5.5 L V8     |

Vittorie di classe
| # | Stagione | Data          | Classe | Pista / Gara      | N. | Piloti                                                     | Vettura     | Motore                |
| - | -------- | ------------- | ------ | ----------------- | -- | ---------------------------------------------------------- | ----------- | --------------------- |
| 1 | 2016     | 30-31 gennaio | PC     | 24 Ore di Daytona | 85 | Mikhail Goikhberg Kenton Koch Chris Miller Stephen Simpson | Oreca FLM09 | Chevrolet LS3 6.2L V8 |
| 2 | 2016     | 16 aprile     | PC     | Long Beach        | 85 | Mikhail Goikhberg Stephen Simpson                          | Oreca FLM09 | Chevrolet LS3 6.2L V8 |